# Nijō Mochimoto
Nijō Mochimoto (二条 持基?   1390 – 1 de diciembre de 1445) fue un kugyō (cortesano japonés de clase alta) y poeta que vivió durante la era Muromachi. Fue miembro de la familia Nijō (derivada del clan Fujiwara) e hijo del regente Nijō Morotsugu. Al nacer tenía el nombre de Motonori (基教?).
Ingresó a la corte imperial en 1409 con el rango shōgoi inferior, ascendido en 1410 a los grados jushii inferior, shōshii inferior y por último jusanmi, al igual fue nombrado vicegobernador de la provincia de Bizen y gonchūnagon. En 1411 fue ascendido a gondainagon y promovido al rango shōsanmi. En 1412 fue ascendido al rango junii y en 1414 al rango shōnii.
Fue nombrado udaijin en 1419 y ascendido a sadaijin en 1420 (hasta 1425). En 1421 fue promovido al rango juichii. En 1424 fue nombrado kanpaku (regente) del Emperador Shōkō hasta su muerte en 1428, posteriormente sería sesshō (regente) del joven Emperador Go-Hanazono hasta 1432. Adicionalmente, fue nombrado nuevamente como sadaijin desde 1427 hasta 1429. Tras la repentina renuncia de Ichijō Kaneyoshi como regente a los pocos días, Mochimoto regresa a ser sesshō del Emperador Go-Hanazono hasta que alcanzó la mayoría de edad en 1433. Fue en ese entonces, que Mochimoto se convirtió en kanpaku del emperador hasta su muerte en 1445. También Mochimoto asumió el cargo de Daijo Daijin (Canciller del Reino) desde 1432 hasta 1433.
Como literato, tenía experticia en la poesía waka y en el shodō (arte de caligrafía japonesa), adicionalmente participó en numerosos concursos de waka que realizaban los poetas de la época en la villa de Iwakura, a las afueras de Kioto. Varias poesías de Mochimoto fueron incluidas en la antología poética Shinshoku Kokin Wakashū.
Tuvo como hijo al regente Nijō Mochimichi.